# المنصف المزغني
المنصف المزغني (صفاقس, 1954- ) كاتب وشاعر تونسي. انتقل إلى العاصمة في عام 1970 و خريج مدرسة ترشيح المعلمين 1974.
عمل مدرسا بالمدارس الابتدائية 74 - 1982, ثم التحق بالعمل الإداري في وزارة التربية (تونس) 82 - 1989, ثم في وزارة الإعلام.
أسس نوادي الشعر والأدب وأشرف عليها 69 - 1992, وأقام أمسيات شعرية في عدد من العواصم العربية والأوربية, وله أيضاً نشاط صحافي ثقافي متنوع. حيث ابتدأ العمل في تنظيم الفعاليات الثقافية وفي الصحافة الادبية ، اصدر عددا كبيرا من المجموعات الشعرية وعدة مسرحيات للاطفال ، نال عدد من الجوائز الشعرية بينها وسام الاستحقاق الثقافي التونسي مرتين عامي 1992 و1999 ، مدير بيت الشعري التونسي منذ عام 1995، شارك في عدد كبير من الفعاليات الثقافية العربية والعالمية ، ترجمت نصوصه إلى عدة لغات عالمية ، صدرت عدة دراسات عن تجربته الشعرية بينها كتب منفصلة ، يعد من الأسماء الشعرية العربية المعروفة.

## أعماله الأدبية

### دواوينه الشعرية
- عناقيد الفرح الخاوي 1981
- حبات 1992
- حصان الريح وعصفورة الحديد (مسرحية شعرية للأطفال)

### الملاحم الشعرية
- عياش 1982
- قوس الرياح 1989
- حنظلة العلي 1989

### أعماله الإبداعية الأخرى
- مسرحية للدمى العملاقة عن السيرة الهلالية 1980
- نصوص غنائية بالعربية الفصحى واللهجة التونسية 1970 إلى 1992
- قصص للأطفال 1976 إلى 1992
- ترجمة قصص قصيرة وأشعار ومسرحيات عن الفرنسية